# Намибија на Светском првенству у атлетици на отвореном 2022.
Намибија је учествовала на 18. Светском првенству у атлетици на отвореном 2022. одржаном у Јуџину  од 15. до 25. јула шеснаести пут. Репрезентацију Намибије представљала је 1 такмичарка која се такмичила у трци 200 метарау. ,
На овом првенству такмичарка Намибије није освојила ниједну медаљу али је остварила најбољи резултат сезоне.

## Учесници
Жене:
- Беатрис Масилинги — 200 м

## Резултати

### Жене
| Атлетичарка       | Дисциплина | Лични рекорд | Квалификације        | Квалификације | Полуфинале | Полуфинале | Финале                | Финале       | Детаљи |
| Атлетичарка       | Дисциплина | Лични рекорд | Резултат             | Место         | Резултат   | Место      | Резултат              | Место        | Детаљи |
| ----------------- | ---------- | ------------ | -------------------- | ------------- | ---------- | ---------- | --------------------- | ------------ | ------ |
| Беатрис Масилинги | 200 м      | 22,18 НР     | 22,27 (.269) КВ, ЛРС | 1. у гр. 2    | 24,78      | 8. у гр. 2 | Није се квалификовала | 24 / 44 (45) |        |